# Goedele Liekens

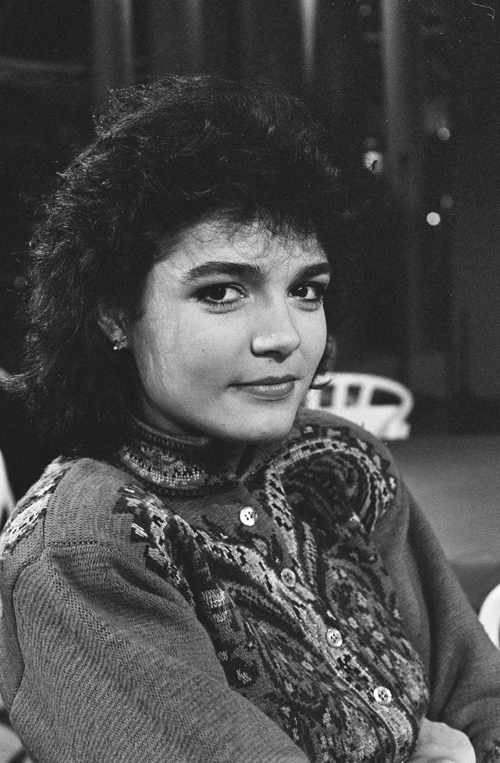
Goedele Liekens in 1987

Goedele Maria Gertrude Liekens (Aarschot, 21 januari 1963) is een Belgische psycholoog en seksuoloog. De voormalige Miss België en goodwillambassadeur voor de VN is daarnaast bekend geworden door haar optreden in televisieprogramma's, waarin ze aanvankelijk seksuologische onderwerpen besprak. Later presenteerde ze ook talkshows en debatprogramma's over maatschappelijke onderwerpen. Ze was ook parlementslid voor Open Vld.

## Biografie
Liekens werd in 1963 geboren in Aarschot en groeide op in het naburige Begijnendijk. Ze studeerde psychologie aan de Vrije Universiteit Brussel en liep stage in een gevangenis, waar ze gevangenen begeleidde die tot levenslang waren veroordeeld. Ze verwierf nationale bekendheid toen ze in 1986 tot Miss België werd gekozen. Ze viel op door haar opstandige gedrag bij de aansluitende Miss Universe-verkiezing in Panama. Zo weigerde ze 's avonds op te draven op feestjes voor gasten die daar extra voor betaalden, omdat de missen 's morgens weer vroeg moesten repeteren. Ook wilde ze het staatshoofd, generaal Manuel Noriega, geen hand geven "omdat die een fout regime leidde". Na de Missverkiezing haalde Liekens in 1987 haar licentiaat in de klinische en volwassenenpsychologie aan de universiteit van Brussel.

### Televisie
Na een televisieoptreden werd ze benaderd om voor de VARA aan een praatprogramma mee te werken. Uiteindelijk werd ze de presentatrice van het programma Goedele; dit programma liep overigens slechts één seizoen. Daarnaast nam ze deel aan andere programma's, al dan niet als panellid. Toen in 1989 de eerste Vlaamse commerciële zender VTM de ether in ging, kreeg Liekens er een contract. Het eerste programma dat ze er presenteerde was de humoristische quiz Wie ben ik? met Urbanus en Werther Vander Sarren. Daarna volgde het sketchprogramma Meer moet dat niet zijn, wederom in samenwerking met Urbanus.

### Seksuologe

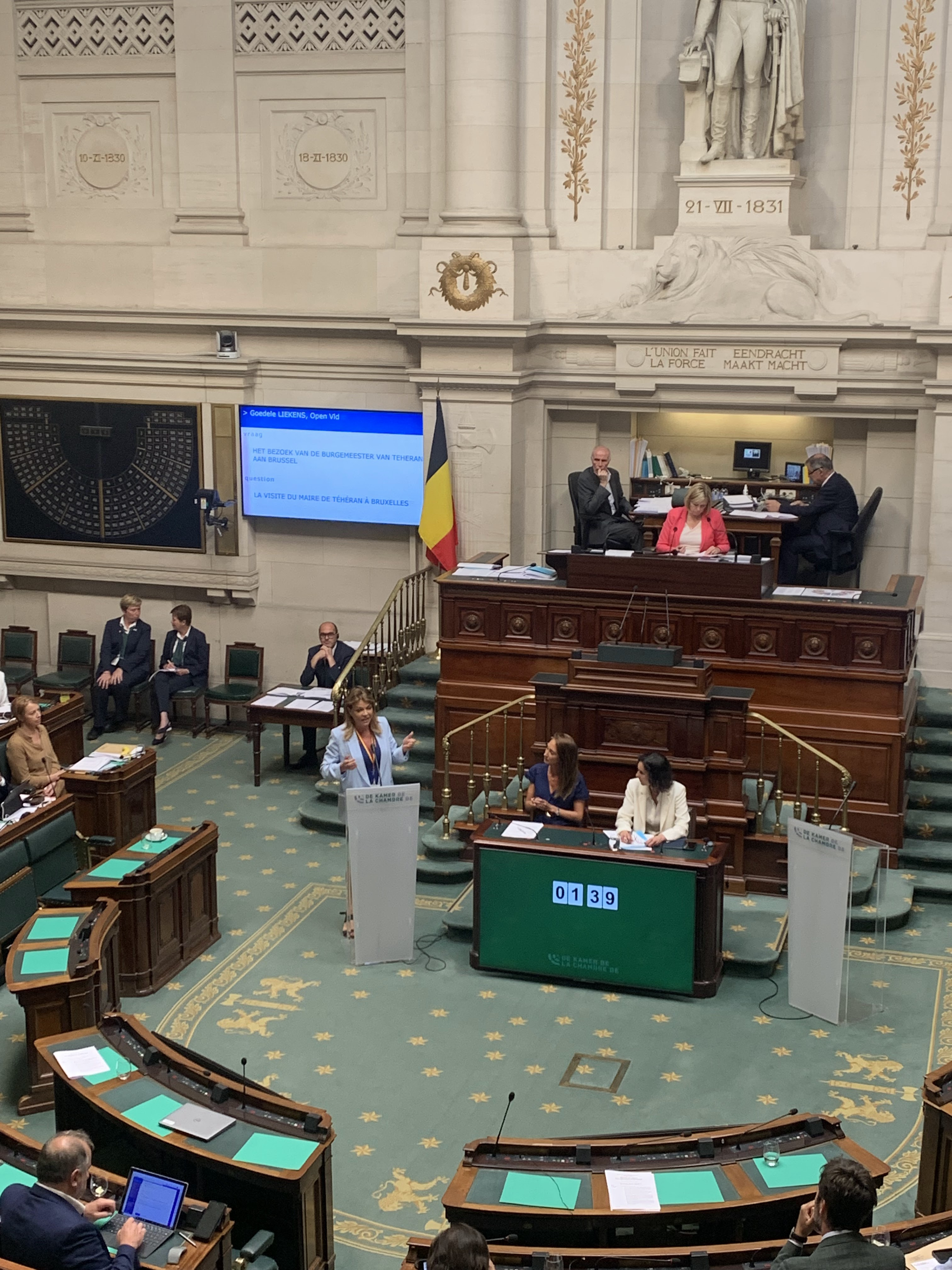
Goedele Liekens in het federaal parlement

Van 1992 tot 1996 was Liekens als beleidsmedewerker en seksuologe verbonden aan de Rutgers Stichting in Den Haag.
Bij de media kon ze een aantal programma's presenteren waarin ze haar opgedane kennis kon toepassen. Zo presenteerde ze vanaf 1991 een poosje het radioprogramma De Lieve Lust op Studio Brussel en van 1995 tot 1997 het televisieprogramma Vanavond niet schat op Kanaal2. In Nederland maakte Liekens in 1995 het programma Over seks gesproken voor SBS6, waarmee ze haar bekendheid nog versterkte. Datzelfde jaar produceerde ze de videoreeks Seks, je lust en je leven.
Liekens ging Familiale en Seksuologische Wetenschappen studeren aan de KU Leuven, waar ze in 2003 afstudeerde.

### UNFPA
Liekens is sinds 1999 (onbezoldigd) goodwillambassadeur voor het Bevolkingsfonds van de Verenigde Naties (UNFPA). In 2001 bezocht ze Botswana om er de gevolgen van hiv waar te nemen. Ze rapporteerde erover aan een VN-conferentie en aan het Belgische parlement. Een jaar later was ze in Afghanistan om er een bijdrage te leveren aan de reproductieve gezondheid van Afghaanse vrouwen. Naderhand maakte ze zich sterk voor onder meer de bestrijding van de bevallingsfistel en voor betere seksuele voorlichting in ontwikkelingslanden. Ook was Liekens in 2010 woordvoerster voor de Millenniumdoelstellingen van de Verenigde Naties.

### Latere televisie
Terwijl Liekens als seksuologe door opleiding en werkkring verder professionaliseerde, nam het belang van seks bij haar televisiewerk een tijd af. Weliswaar bleef zij als deskundig seksuologe optreden in een verscheidenheid aan televisieprogramma's, maar de programma's die ze presenteerde kregen een andere grondtoon. Zo had ze enkele algemene talkshows en presenteerde ze het debatprogramma Recht van Antwoord over een veelheid aan maatschappelijke onderwerpen. In 2001 trad Liekens als presentator op bij De zwakste schakel, de Vlaamse versie van het Britse The Weakest Link. Na amper een dozijn afleveringen verdween de quiz van het scherm. Liekens gaf later aan zich niet gelukkig te hebben gevoeld in de rol van de strenge, bitse spelleidster, zoals opgelegd door het format.
Vanaf 2007 werkte Liekens voor de Belgische SBS-groep. Ze maakte aanvankelijk alleen programma's voor VT4, maar zou later ook voor VIJFtv aan de slag gaan. Haar eerste project was het programma Slimmer Dan Een Kind Van 10?, een kennisquiz waarin volwassenen vragen op het niveau van een kind van tien moesten beantwoorden. De quiz haalde niet het gewenste aantal kijkers en werd verplaatst naar de zondag vooravond. Ook was ze te zien als kapitein van de vrouwenploeg in Het Sterke Geslacht, een spelprogramma onder leiding van Bruno Wyndaele.
In 2013 tekende Liekens een exclusief contract voor twee seizoenen bij het Nederlandse RTL 4, waar ze al regelmatig aanschoof bij RTL Late Night. Daar ging ze in eerste instantie het programma Divorce Hotel maken, over relatiebemiddeling bij stellen die op het punt van scheiden stonden. Ook treedt ze er als vaste deskundige op in het seks- en relatieprogramma Sex Academy van Nicolette Kluijver. Voorjaar 2018 presenteert Liekens een napraatshow rond Temptation Island, op VIJFtv. Liekens was vanaf april 2018 te zien in het RTL 4 programma Superstar Chef, ze viel als eerste af. In 2018 is zij de deskundige in “Goedele on Top”.

### Channel 4
In augustus 2015 werd Liekens door het Britse Channel 4 in de gelegenheid gesteld Sex in Class te presenteren, waarvoor ze 15- en 16-jarige scholieren uitvoerig en meermaals sprak over seks en pornografie. Uit het programma bleek dat Britse scholieren een ernstig tekort hebben aan informatie over verantwoorde en prettige seksualiteit en dat ze die leemte opvullen door naar pornografie te kijken. In het kader van haar werk voor de VN maakte Liekens zich eerder al sterk voor verbetering van kennis over seks, als integraal deel van de voortplantingsgezondheid. Na de uitzending pleitte ze ervoor een bredere sekskennis op te nemen in de eindtermen van het Britse middelbaar onderwijs.

### Politiek
In mei 2019 nam ze deel aan de federale verkiezingen vanop de derde plaats van de Open Vld-lijst in Vlaams-Brabant. Ze raakte effectief verkozen in de Kamer van volksvertegenwoordigers. Liekens werd lid van de commissie Buitenlandse Betrekkingen en het adviescomité voor maatschappelijke emancipatie en schreef wetgevende initiatieven ter verdediging van vrouwenrechten in binnen- en buitenland. Ook zette ze vanuit het parlement haar strijd tegen seksueel geweld en seksuele uitbuiting voort en legde ze zich toe op mensenrechten in het algemeen, vrouwelijk ondernemerschap, lgbt-rechten en de strijd tegen intrafamiliaal geweld. Ook was Liekens van 2019 tot 2024 ambassadrice van de Women Political Leaders, een ngo die fungeert als wereldwijd netwerk voor vrouwelijke politieke leiders op nationaal politiek niveau in het Europees Parlement, en van 2019 tot 2024 plaatsvervangend lid van de Parlementaire Assemblee van de Organisatie voor Veiligheid en Samenwerking in Europa (OVSE).
Bij de federale verkiezingen van juni 2024 was ze lijstduwer voor Open Vld in Vlaams-Brabant. Vanop die plaats raakte ze niet verkozen. Vervolgens werd Liekens in juli 2024 door haar partij voorgedragen om als gecoöpteerd senator in de Senaat te zetelen.
In Dilbeek kwam ze in oktober 2024 op voor de gemeenteraadsverkiezingen voor Blauw. Ze raakte verkozen en zetelt sinds december 2024 als gemeenteraadslid.

## Gedrukte media
Vanaf 1993 publiceerde Liekens een achttal boeken, meest over seksualiteit, waaronder Het vaginaboek in 2005 en Het penisboek een jaar later. Haar meest recente is Start2sex uit 2012. Naar aanleiding van haar werk voor de VN verscheen in 2010 Sterke Vrouwen. Ze schreef columns voor verschillende bladen, waaronder de Playboy.

### GoedeleenGDL
Van 2008 tot 2013 maakte Liekens twee tijdschriften. De Goedele, een maandblad over psychologie, maatschappij, seks en humor, verscheen vanaf september 2008. De redactie werd geleid door Danny Ilegems en Liekens zelf, die ook telkens op de omslag figureerde. Volgens Ilegems werden er van het vierde nummer meer dan 70.000 exemplaren verkocht. Nadat uitgever Sanoma besloot het blad niet meer te ondersteunen, maakte Liekens in 2012 en 2013 nog acht nummers van een opvolger: het tweemaandelijkse GDL.

## Overige werkzaamheden
Samen met een aantal andere televisiecollega's stichtte Liekens de Vlaamse Televisie Academie en daarnaast runde zij tot 2009 haar eigen
productiehuis Jok Foe.

## Tv-programma's
Liekens had een hoofdrol bij de volgende televisieprogramma's:
| Seizoen(en) | Zender         | Programma               | Soort                      | Functie        |
| ----------- | -------------- | ----------------------- | -------------------------- | -------------- |
| 1988-1989   | VARA (NL)      | Goedele                 | Talkshow                   | Presentatie    |
| 1989-1993   | VTM (BE)       | Wie ben ik?             | Humoristische quiz         | Co-presentatie |
| 1989-1993   | VTM (BE)       | Meer moet dat niet zijn |                            | Co-presentatie |
|             | KRO (NL)       | Liefde Lusten & Lasten  | Talkshow                   | Presentatie    |
| 1994-1995   |                | Love life               | Talkshow                   | Deskundige     |
| 1995-1996   | SBS6 (NL)      | Over Seks Gesproken     | Talkshow                   | Presentatie    |
| 1995-1997   | Kanaal2 (BE)   | Vanavond Niet, Schat    | Talkshow                   | Presentatie    |
| 1996-1997   | RTL (NL)       | Goedele Night           | Talkshow                   | Presentatie    |
| 1997-1998   | SBS6 (NL)      | Goedele                 | Talkshow                   | Presentatie    |
| 2000-2006   | VTM (BE)       | Recht van antwoord      | Debatprogramma             | Presentatie    |
|             | VTM (BE)       | Sterke Vrouwen          |                            |                |
| 2010-2011   | VTM (BE)       | Goedele Nu              | Gevarieerd maatschappelijk | Presentatie    |
| 2013-2014   | RTL 4 (NL)     | De dokters              | Medisch programma          | Presentatie    |
| 2014-2015   | RTL 4 (NL)     | Divorce Hotel           | Relatiebemiddeling         | Presentatie    |
| 2014-2015   | RTL 5 (NL)     | Sex Academy             | Seks en relaties           | Deskundige     |
| 2015-2016   | Channel 4 (EN) | Sex in Class            | Voorlichtingsprogramma     | Presentatie    |

## Privé
Liekens trouwde in 1996 met Chris Cockmartin, met wie ze twee dochters heeft. Ze scheidden in 2006, maar bleven wel samen hun productiehuis Jok Foe leiden tot de ontmanteling in 2009. In november 2020 maakte ze zelf bekend dat ze behandeld wordt voor huidkanker.

## In populaire cultuur
- Goedele Liekens werd als "Goedele Liefkens" opgevoerd in de Van Rossem-strip (1991) door Erik Meynen.
- Ze verscheen ook in de stripreeks De Geverniste Vernepelingskes door Urbanus en Jan Bosschaert.
- In 2013 werd het door Goedele geïntroduceerde woord "sukkelseks" opgenomen in de officiële Van Dale.[23]